# Seminole megye (Florida)
Seminole megye az Amerikai Egyesült Államokban, azon belül Florida államban található. Megyeszékhelye és legnagyobb városa Sanford. Lakosainak száma 470 856 fő (2020. április 1.). Seminole megye Volusia, Orange, Lake és Brevard megyékkel határos.

## Népesség
A megye népességének változása:
| Lakosok száma | 423 063 | 426 380 | 430 647 | 436 041 | 449 144 | 470 856 |
|               | 2010    | 2011    | 2012    | 2013    | 2015    | 2020    |